# Orthomorpha acuta
Orthomorpha acuta är en mångfotingart som beskrevs av Carl Graf Attems 1914. Orthomorpha acuta ingår i släktet Orthomorpha och familjen orangeridubbelfotingar. Inga underarter finns listade i Catalogue of Life.